# Tactical Unit (série de films)

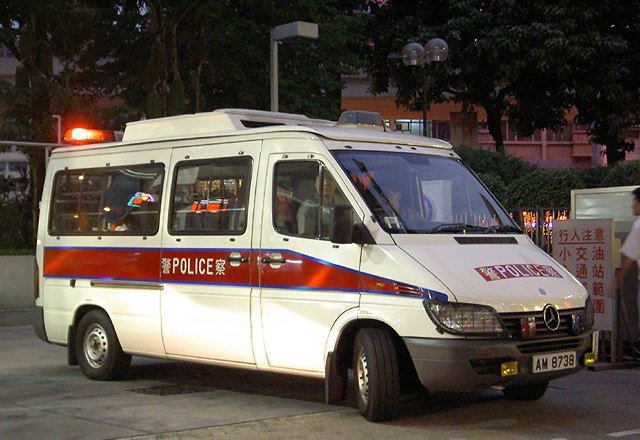
Camionnette typique de la police de Hong Kong.

Tactical Unit (機動部隊, Kei tung bou deui) est une série de films policiers hongonkais produits par Johnnie To et le studio Milkyway Image. Ils suivent les opérations de deux colonnes d'officiers de l'Unité tactique de police (Police Tactical Unit), du commissariat de Kowloon-Ouest et de son Département des enquêtes criminelles. Tous les films sont tournés en cantonais.
La série est tirée du long métrage de Johnnie To, PTU: Police Tactical Unit, qui a reçu cinq suites,,. La conception originale de PTU commence avant 2002.

## Série
| Titre international                  | Titre chinois traditionnel | Titre cantonais             | Titre en français                              | Année | Réalisateur          | Notes                                                                                         | Références |
| ------------------------------------ | -------------------------- | --------------------------- | ---------------------------------------------- | ----- | -------------------- | --------------------------------------------------------------------------------------------- | ---------- |
| PTU: Police Tactical Unit            | PTU                        | PTU                         | PTU                                            | 2003  | Johnnie To           | Également appelé Tactical Unit: Dans la nuit périlleuse Également appelé Police Tactical Unit | ,          |
| Tactical Unit: The Code              | 機動部隊─警例              | Kei Tung Bou Deui: Ging Lai | Unité tactique mobile - Affaires de police     | 2008  | Law Wing-cheung (en) | Le film est parfois appelé PTU 2,                                                             | ,          |
| Tactical Unit: No Way Out            | 機動部隊─絕路              | Kei Tung Bou Deui: Juet Lou | Unité tactique mobile - En route vers la ruine | 2009  | Lawrence Ah Mon      |                                                                                               | ,          |
| Tactical Unit: Human Nature          | 機動部隊─人性              | Kei Tung Bou Deui: Yan Sing | Unité tactique mobile - Humanité               | 2009  | Andy Ng              |                                                                                               | ,          |
| Tactical Unit: Comrades in Arms (en) | 機動部隊─衕袍              | Kei Tung Bou Deui: Tung Pou | Unité tactique mobile - Collègues              | 2009  | Wing-cheong Law      | Le film est parfois appelé PTU 2, Le film est parfois appelé Tactical Unit                    | ,          |
| Tactical Unit: Partners              | 機動部隊─伙伴              | Kei Tung Bou Deui: Fo Pun   | Unité tactique mobile - Partenaires            | 2009  | Lawrence Ah Mon      |                                                                                               | ,          |

La série de films met en scène les acteurs Simon Yam, Maggie Siu et Lam Suet.

## Films

### Dans la nuit périlleuse
Dans la nuit périlleuse remporte de nombreuses récompenses. En 2004, il gagne cinq distinctions au 9e Golden Bauhinia Awards. Johnnie To reçoit également le Prix du Meilleur réalisateur au Hong Kong Film Awards de 2004. Le film est présenté dans de nombreux festivals de cinéma. Il est projeté au Festival international de Saint Louis (en) en 2003. Il obtient un score de 57% sur RottenTomatoes.com.
Le film se concentre sur les conséquences de la perte du pistolet de service d'un agent de la criminelle et sur la recherche de l'arme durant toute la nuit qui suit par une unité de la PTU.

### Affaires de police
Affaires de police est présenté au Festival du film d'Extrême-Orient de 2008 d'Udine. Il s'agit de la première suite de PTU,. Le scénario est écrit par Yip Tin-shing (en).
L'histoire se concentre sur les conséquences du passage à tabac d'un trafiquant de drogue par des policiers alors qu’il était totalement maîtrisé. Ils sont filmés par une caméra de surveillance mais la qualité de la vidéo ne permet pas d’identifier leur visage ainsi que celui de l’agressé. Une enquête s’ouvre alors. Les suspects et la police des polices vont se lancer à la recherche du trafiquant, seul moyen de connaître l’identité des coupables représentants de l’ordre.

### Sans issue
Sans issue est la seconde suite de PTU.
Le film se concentre sur le personnage attardé de Fai et de sa petite-amie, plutôt que sur les membres de la PTU, et sur sa vie dans le quartier de Temple Street (en). L'histoire suit Fai, contraint de travailler pour la PTU, et deux triades rivales, et les conséquences et combats qui résultent de leurs actions.

### Nature humaine
Nature humaine se concentre sur l'agent de la criminelle Tong toujours endetté, et ses tentatives de rembourser ses dettes. Il se retrouve menacé par un gang de tueurs de Chine continentale, qui sont en train de supprimer des criminels pour leur voler leur argent et utilisent un discours idéologique pour justifier les meurtres comme étant une protection de la Chine continentale contre les criminels écumant Hong Kong.

### Compagnons d'armes
Compagnons d'armes est présenté au Panorama du film de Hong Kong Film de 2009 à Bruxelles, au Festival du film asiatique de New York de 2009, au Festival Zero em Comportamento de 2009 à Lisbonne, et au Festival FanTasia de 2009 à Montréal.
Le film traite de la rivalité de deux colonnes de la PTU commandées par May et Sam, car May est proposée pour une promotion alors que Sam est sur le terrain depuis beaucoup plus longtemps, et sur les actions de leur commandant Ho donnant la préférence à la colonne de May. Leur rivalité entraîne une interaction et une communication interrompues lorsque de nombreuses unités de la PTU partent à la recherche d'une bande de criminels sur une montagne couverte de forêts.

### Partenaires
Partenaires est le dernier film de la série.
Le film tourne autour des personnes d'origine non chinoises du monde criminel clandestin et de la discrimination des Chinois contre les personnes à la peaux plus foncées, tout en suivant l'enquête de la PTU sur le complot criminel d'un chef de gang indien.

## Copies
En plus des films officiels de la série, d'autres films d'autres studios portent volontairement des titres similaires, cas typique à Hong Kong, pour profiter de la renommée et de la popularité de PTU, et qui n'ont aucun rapport avec la série.
L'un d'eux est PTU File – Death Trap (PTU女警之偶然陷阱) de 2005, écrit, produit et réalisé par Tony Leung Hung-Wah,,,.